# Takashi Amano (futbolista)
Takashi Amano (天野 貴史 Amano Takashi?, nacido el 13 de abril de 1986 en Kanagawa) es un futbolista japonés que se desempeña como defensa.

## Trayectoria

### Clubes
| Club                | País  | Año         |
| ------------------- | ----- | ----------- |
| Yokohama F. Marinos | Japón | 2004 - 2015 |
| JEF United Chiba    | Japón | 2014        |
| AC Nagano Parceiro  | Japón | 2016 - 2017 |

## Estadística de carrera

### J. League
| Club                | Año   | J. League | J. League | Copa J. League | Copa J. League | Total | Total |
| Club                | Año   | Part.     | Goles     | Part.          | Goles          | Part. | Goles |
| ------------------- | ----- | --------- | --------- | -------------- | -------------- | ----- | ----- |
| Yokohama F. Marinos | 2004  | 0         | 0         | 0              | 0              | 0     | 0     |
| Yokohama F. Marinos | 2005  | 0         | 0         | 0              | 0              | 0     | 0     |
| Yokohama F. Marinos | 2006  | 0         | 0         | 1              | 0              | 1     | 0     |
| Yokohama F. Marinos | 2007  | 3         | 0         | 2              | 0              | 5     | 0     |
| Yokohama F. Marinos | 2008  | 0         | 0         | 1              | 0              | 1     | 0     |
| Yokohama F. Marinos | 2009  | 6         | 0         | 0              | 0              | 6     | 0     |
| Yokohama F. Marinos | 2010  | 21        | 3         | 1              | 0              | 22    | 3     |
| Yokohama F. Marinos | 2011  | 13        | 1         | 3              | 0              | 16    | 1     |
| Yokohama F. Marinos | 2012  | 0         | 0         | 0              | 0              | 0     | 0     |
| Yokohama F. Marinos | 2013  | 2         | 0         | 2              | 0              | 4     | 0     |
| JEF United Chiba    | 2014  | 7         | 0         | -              | -              | 7     | 0     |
| Yokohama F. Marinos | 2015  | 0         | 0         | 2              | 0              | 2     | 0     |
| AC Nagano Parceiro  | 2016  | 17        | 0         | -              | -              | 17    | 0     |
| AC Nagano Parceiro  | 2017  | 20        | 1         | -              | -              | 20    | 1     |
| Total               | Total | 89        | 5         | 12             | 0              | 101   | 5     |

## Palmarés

### Títulos nacionales
| Título             | Club                | País  | Año  |
| ------------------ | ------------------- | ----- | ---- |
| J1 League          | Yokohama F. Marinos | Japón | 2004 |
| Copa del Emperador | Yokohama F. Marinos | Japón | 2013 |